# Molí de Vent de Ciutadilla
El Molí de Vent de Ciutadilla és una obra de Ciutadilla (Urgell) inclosa a l'Inventari del Patrimoni Arquitectònic de Catalunya.

## Descripció
Es troba a uns tres-cents metres a l'est del castell de Ciutadilla, al mig de la serra que delimita pel sud la vall del Corb i molt a prop del dipòsit d’aigua de la població. Aquesta posició aparentment vinculada a la fortificació ha fet que molts el consideressin una torre defensiva de la fortalesa per la part més vulnerable, tot i que els seus elements poliorcètics no eren precisament els més adequats.